# Roger Milhau

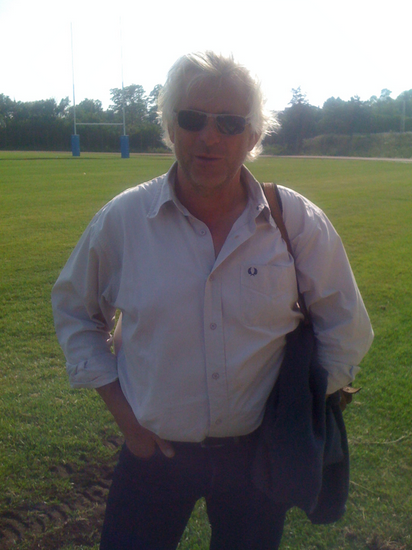
Roger Milhau, 2013

Roger Milhau (* 29. März 1955 in Istres) ist ein ehemaliger französischer Mittelstreckenläufer, der sich auf die 800-Meter-Distanz spezialisiert hatte.
1978 gewann er Bronze bei den Halleneuropameisterschaften in Mailand und schied bei den Europameisterschaften in Prag im Halbfinale aus.
1980 siegte er bei den Halleneuropameisterschaften in Sindelfingen und erreichte bei den Olympischen Spielen in Moskau das Halbfinale.
Je dreimal wurde er französischer Meister im Freien (1978–1980) und in der Halle (1978, 1979, 1982).

## Persönliche Bestzeiten
- 800 m: 1:45,98 min, 9. Juli 1980, Saint-Maur-des-Fossés
  - Halle: 1:47,8 min, 12. März 1978, Mailand